# Seth MacFarlane
Seth Woodbury MacFarlane (* 26. října 1973) je americký herec, producent, režisér, scenárista, komik a zpěvák. Je autorem televizních seriálů Griffinovi, Americký táta, Cleveland show a The Orville, natočil také filmy Méďa, Méďa 2 a Všechny cesty vedou do hrobu.

## Začátky
Vystudoval školu Kent School v Connecticutu. Poté se rozhodl jít studovat Rhode Island School of Design, kde studoval animaci. V roce 1995 vytvořil během studií na univerzitě krátký animovaný film Larryho život (angl. Life of Larry). Po dokončení univerzity pracoval jako animátor několika televizních seriálů pro společnost Hanna-Barbera. Později pracoval jako animátor a scenárista pro Cartoon Network. Též napsal scénář k animované verzi hraného filmu s Jimem Carreym Ace Ventura: Zvířecí detektiv. V roce 1996 vytvořil pokračování krátkého animovaného filmu Larryho život, které neslo název Larry a Steve. Tento krátký film pojednával o nešikovi a jeho chytrém psovi.

## Spolupráce s 20th Century Fox
Společnost 20th Century Fox si těchto dvou krátkých filmů všimla a v roce 1999 kontaktovala MacFarlanea, aby vytvořil nový seriál. Tím vznikl nový animovaný seriál Griffinovi (angl. Family Guy). Griffinovi ihned nabyli obrovský úspěch a po tomto vysokém úspěchu spolupracoval na tvorbě seriálu Americký táta. Dále spolupracoval na dnes zrušeném sitcomu The Winner. V roce 2009 začal spolupracovat na dalším animovaném seriálu Cleveland show.

## Zajímavé informace
- Je ateista.
- Je obrovským fanouškem Star Wars.
- Po uzavření smlouvy s 20th Century Fox, která dosahuje až 100 milionů dolarů, se stává nejlépe placeným televizním scenáristou.
- MacFarlane měl být v jednom z letadel, která 11. září 2001 narazila do věží WTC. Let však nestihl.
- V roce 2013 moderoval 85. ročník udílení Oscarů a v témže roce byl nominován na Oscara za nejlepší píseň k filmu Méďa.
- Byl nominován na tři ceny Grammy.

## Filmografie

### jako režisér, scenárista a producent
| Rok  | Název                        | Poznámky |
| ---- | ---------------------------- | -------- |
| 2012 | Méďa                         |          |
| 2014 | Všechny cesty vedou do hrobu |          |
| 2015 | Méďa 2                       |          |

### jako herec

#### Film
| Rok  | Název                                                  | Role                       | Poznámky               |
| ---- | ------------------------------------------------------ | -------------------------- | ---------------------- |
| 1995 | The Life of Larry                                      | Larry, Steve, Lois (hlasy) |                        |
| 2005 | Family Guy Presents: Stewie Griffin - The Untold Story | Různé postavy              | také výkonný producent |
| 2005 | Inside the CIA                                         | Stan Smith, Roger (hlas)   |                        |
| 2006 | Life Is Short                                          | Dr. Ned                    | krátkometrážní film    |
| 2008 | Hellboy 2: Zlatá armáda                                | Johann Kraus (hlas)        |                        |
| 2008 | The Negotiating Table                                  | Ala Richdale (hlas)        |                        |
| 2009 | Futurama: Into the Wild Green Yonder                   | zpěvák na Marsu (Hlas)     |                        |
| 2010 | The Drawn Together Movie: The Movie!                   | I.S.R.A.E.L. (hlas)        |                        |
| 2010 | Víla Zuběnka                                           | Ziggy                      |                        |
| 2012 | Méďa                                                   | Ted (hlas)                 |                        |
| 2013 | Mládeži nepřístupno                                    | Sam sebe                   |                        |
| 2014 | Všechny cesty vedou do hrobu                           | Albert                     |                        |
| 2015 | Méďa 2                                                 | Ted (hlas)                 |                        |
| 2016 | Zpívej                                                 | Mike (hlas)                |                        |
| 2017 | Loganovi parťáci                                       | Max Chilblain              |                        |

#### Televize
| Rok                   | Název                                  | Role                                                                 | Poznámky                                             |
| --------------------- | -------------------------------------- | -------------------------------------------------------------------- | ---------------------------------------------------- |
| 1997                  | What a Cartoon                         | Larry, Steve                                                         | díl: „Larry & Steve“                                 |
| 1999–2003, 2005–dosud | Griffinovi                             | Peter Griffin, Stewie Griffin, Brian Griffin, Glenn Quagmire a další | také tvůrce, producent a scenárista                  |
| 2002–2003             | Gilmorova děvčata                      | Zach, Bob Merriam                                                    | 2 díly                                               |
| 2003                  | The Pitts                              | moderátor v rádiu (hlas)                                             | díl: „Squarewolves“                                  |
| 2003                  | Will a Grace                           | řezátko (hlas)                                                       | díl: „Fagmalion Part II: Attack of the Clones“       |
| 2003–2005             | Vtipálkové Crank Yankers               | Dick Rogers, Arthur Johnson (hlas)                                   | 4 díly                                               |
| 2004                  | Chlapi sobě                            | TV hlasatel                                                          | díl: „Nick Kids Butt“                                |
| 2004                  | Johnny Bravo                           | Scott, pan kouzelník (hlas)                                          | díl: „Traffic Troubles/My Funny Loking Friend“       |
| 2004–2005             | Star Trek: Enterprise                  | praporčík Rivers                                                     | 2 díly                                               |
| 2005–2014             | Robot Chicken                          | Různé postavy (hlas)                                                 | 25 dílů                                              |
| 2005–dosud            | Americký táta                          | Stan Smith, Roger, další                                             | také tvůrce, scenárista a producent                  |
| 2006–2009             | Noční show Davida Lettermana           | Peter Griffin, Stewie Griffin (hlas)                                 | 2 díly                                               |
| 2006                  | The War at Home                        | Hillary nápadník na rande                                            | díl: „I Wash My Hands of You“                        |
| 2006                  | Help Me Help You                       | Seth                                                                 | díl: „Moving On“                                     |
| 2006                  | MADtv                                  | Sám sebe                                                             | díl „12.5“                                           |
| 2007                  | Robot Chicken: Star Wars               | Emperor Palpatine (hlas)                                             | TV speciál                                           |
| 2008                  | Yin Yang Yo!                           | Manotaur (hlas)                                                      | 2 díly                                               |
| 2008                  | Robot Chicken: Star Wars Episode II    | Emperor Palpatine, různé postavy (hlas)                              | TV speciál                                           |
| 2009                  | Sběratelé kostí                        | Stewie Griffin (hlas)                                                | díl: „The Critic in the Cabernet“                    |
| 2009                  | FlashForward – Vzpomínka na budoucnost | agent Jake Curdy                                                     | 3 díly                                               |
| 2009–2013             | Cleveland show                         | medvěd Tim, další                                                    | 88 dílů, také tvůrce, scenárista a výkonný producent |
| 2010                  | Phineas a Ferb                         | Jeff McGarland (hlas)                                                | díl: „Nerds of a Feather“                            |
| 2010                  | Robot Chicken: Star Wars Episode III   | Emperor Palpatine, různé postavy (hlas)                              | TV speciál                                           |
| 2012                  | Saturday Night Live                    | Sám sebe                                                             | díl: „Seth MacFarlane/Frank Ocean“                   |
| 2012                  | Shark Tank                             | Sám sebe                                                             | díl: „Cool Wazoo“                                    |
| 2013                  | Simpsonovi                             | Ben (hlas)                                                           | díl: „Dangers on a Train“                            |
| 2013                  | Futurama                               | Seymour (hlas)                                                       | díl: „Game of Tones“                                 |
| 2016                  | Bordertown                             | Peter Griffin (hlas)                                                 | díl: „American Doll“, také výkonný producent         |
| 2017–dosud            | The Orville                            | kapitán Ed Mercer                                                    | také tvůrce, scenárista, režisér a výkonný producent |
| 2019                  | Nejsilnější hlas                       | Brian Lewis                                                          | 5 dílů                                               |